# Mononychellus bondari
Mononychellus bondari är en spindeldjursart som först beskrevs av Adilson D. Paschoal 1970.  Mononychellus bondari ingår i släktet Mononychellus och familjen Tetranychidae. Inga underarter finns listade i Catalogue of Life.